# 尖山堇菜
尖山堇菜（学名：Viola senzanensis）为菫菜科堇菜屬下的一个种。

## 扩展阅读
- 維基物種上的相關：尖山堇菜